# Wohn- und Wirtschaftsgebäude Moordorf 6
Das Wohn- und Wirtschaftsgebäude Moordorf 6, am Hahnenbach in der niedersächsischen Stadt Visselhövede, Ortsteil Rosebruch, wurde in der zweiten Hälfte des 18. Jahrhunderts erbaut. 
Das Gebäude steht unter Denkmalschutz (siehe auch Liste der Baudenkmale in Visselhövede).

## Geschichte und Beschreibung
Visselhövede wurde 1258 erstmals erwähnt und Rosebruch 1338/43 (Chronik des Stifts Bücken). Beide Orte gehören zum heutigen Landkreis Rotenburg (Wümme). Rosebruch liegt 6,5 km nördlich vom Kernort Visselhövede.
Das eingeschossige giebelständige Wohn- und Wirtschaftsgebäude als Zweiständer-Hallenhaus auf Granitsteinsockel (zum Teil verbohlt), in Fachwerk mit Steinausfachungen, ziegeldecktem Satteldach, regionaltypischer senkrechter Verbretterung in den obigen Giebeldreiecken, Uhlenloch und Grooter Door mit Korbbogen, wurde 1783 für Hinrich und Anna Lußia Vajen (Inschrift) erbaut.
Das Landesdenkmalamt befand u. a.: „… ein regionstypisches Hallenhaus des 18. Jahrhunderts in Zweiständerkonstruktion …“.